# Abdelkader Bouziane
Pour les articles homonymes, voir Bouziane.
Abdelkader Bouziane, né en 1952, est un imam d’origine[pas clair] algérienne.

## Biographie
Entré en France en 1980, il diffuse depuis le début des années 1990 la pensée salafiste, et donc favorable à une interprétation stricte et littérale du Coran.
Il a exercé à Villefranche-sur-Saône, puis dans le quartier de la Duchère à Lyon, et enfin à la mosquée de Vénissieux, située non loin du quartier des Minguettes ; il était connu pour ses prêches intégristes, suivies, chaque vendredi, par plusieurs centaines de personnes. 
Polygame, il a seize enfants dont plusieurs sont nés en France.

### Arrêté d'expulsion
Le 26 février 2004, un premier arrêté d'expulsion, jamais appliqué, mentionnait que l'imam portait « atteinte à l'ordre public, du fait de son activité doctrinale salafiste». Cet arrêté pris par le ministère de l’Intérieur Nicolas Sarkozy invoquait « l’urgence absolue » et « la nécessité impérieuse pour la sûreté de l’État et la sécurité publique », pour faire usage de cette procédure qui permet de passer outre certaines règles de protection des étrangers ; car l’imam, appelait « ouvertement à la violence et à la haine » et apparaissait comme le « principal vecteur de l’idéologie salafiste dans la région lyonnaise », en lien « avec des éléments très déterminés de la mouvance intégriste (…),  des ».
En 2006, la présence de l'imam en Belgique a causé un grand nombre de problèmes, alors qu'il fait l'objet d'un signalement de police dans l'espace Schengen et qu'il aurait dû être interpelé et expulsé, ce qui ne fut jamais fait alors que plusieurs sources policières et judiciaires confirment avoir été au courant de sa présence à Farciennes.

### L'affaire de l'interview deLyon Mag
En avril 2004, dans une interview donnée au mensuel Lyon Mag, Abdelkader Bouziane justifie, au nom du Coran, la lapidation des femmes infidèles en terre d'Islam et admis qu'en France, un mari puisse frapper son épouse, dans « certains cas serrés » comme l'adultère, : « (…) battre sa femme, c'est autorisé par le Coran, mais dans certaines conditions, notamment si la femme trompe son mari (…) Mais attention, l'homme n'a pas le droit de frapper n'importe où. Il ne doit pas frapper au visage, mais viser le bas, les jambes ou le ventre. Et il peut frapper fort, pour faire peur à sa femme, afin qu'elle ne recommence plus. (…) ».
Le député-maire communiste de Vénissieux, André Gerin, qui dit être « tombé du placard » à la lecture de cette interview, interpelle le gouvernement. Le ministre de l'Intérieur, Dominique de Villepin, prend un nouvel arrêté d'expulsion mis à exécution le 20 avril, à la suite de la parution de l'interview accordée par l'imam au mensuel « Lyon Mag », et deux «notes blanches» des renseignements généraux mettant en cause l'imam, notamment ses liens entretenus « directement ou indirectement, avec des organisations terroristes appartenant à des filières afghanes, yéménites et tchétchènes ».
Saisi en référé (en urgence) par l’avocat Mahmoud Hebia d’Abdelkader Bouziane, le tribunal administratif de Lyon relevait des contradictions et suspendit l’arrêté d’expulsion dès le 23 avril et rejetait la requête du ministre du 26 avril, l’obligeant donc à se pourvoir devant le Conseil d'État. Autorisé à revenir en France, l'imam expulsé fut de retour dès le 22 mai.
Le 5 octobre 2004, le conseil d'État, la plus haute juridiction administrative française, annula la suspension — décidée par le tribunal administratif de Lyon — de la mesure d’expulsion prise par le ministère de l’Intérieur. Dès le lendemain, l’imam fut à nouveau interpellé et conduit à l’aéroport pour embarquer sur un vol à destination d’Oran en Algérie. Un nouvel arrêt de la Cour administrative d'appel de Lyon rejeta les demandes de l’imam.
Entre-temps, le gouvernement a réagi à la décision du tribunal administratif en préparant un décret réformant la procédure administrative, et déplaçant la compétence auprès d'un pôle spécialisé au tribunal administratif de Paris.
L'année 2005 voit les développements du volet pénal de l'affaire. Poursuivi pour « provocation directe, non suivie d'effet, à commettre l'infraction d'atteinte volontaire à l'intégrité d'une personne » pour ses propos publiés dans Lyon Mag, Abdelkader Bouziane est en première instance relaxé par le tribunal correctionnel de Lyon le 21 juin. Cette décision est immédiatement commentée par le ministre de l'intérieur alors en exercice, Nicolas Sarkozy, qui appelle le Conseil français du culte musulman à « se saisi[r] de l'affaire de l'imam de Vénissieux ». Cette décision est annulée en octobre 2005 par la cour d'appel de Lyon, qui condamne Abdelkader Bouziane à six mois d'emprisonnement avec sursis et une amende de 2 000 euros[source insuffisante], et son pourvoi en cassation rejeté le 6 février 2007.